# 리카르도 알로스
리카르도 알로스 바일라크(스페인어: Ricardo Alós Bailach, 1931년 10월 11일~2024년 1월 14일)는 스페인의 전 축구 선수로, 현역 시절 공격수로 활동하였다. 그는 1957-58 시즌에 라 리가 득점왕에 오르기도 했는데, 당시 그는 발렌시아 소속이었다.

## 경력
그는 고향 연고 구단인 발렌시아의 2군인 메스타야 소속으로 신고식을 치렀고, 1956-57 시즌에 세군다 디비시온의 레알 히혼으로 임대되어 활약했다. 리카르도는 기록적인 45골을 기록해 2부 리그 득점왕에 올랐다. 결국, 그는 1년 만에 발렌시아로 복귀하여 득점 행진을 계속 이어나갔다.
그가 출전한 첫 1부 리그 경기는 1957년 9월 15일에 열린 라스 팔마스와의 경기로, 이 경기에서 그는 2골을 기록했다. 그는 이 시즌에 총 19번의 리그 득점을 기록했는데, 그와 같은 득점 횟수를 기록한 알프레도 디 스테파노와 마누엘 바데네스와 함께 리그 득점왕으로서 트로페오 피치치의 주인공이 되었다.
그는 이 시점까지 훌륭한 행보를 이어나가고도 조연으로 물러나야만 했다. 그는 이후 2년 동안 단 12번의 리그 경기에 출전했는데, 이 기간 동안 5골에 그쳤고, 따라서 리카르도는 1960년에 2부 리그의 무르시아로 이적했다. 그는 온티녠트 소속으로 현역 무대에 마침표를 찍었다.

## 수상
- 트로페오 피치치: 1957-58